# 21. Tarnowska Nagroda Filmowa
21. Tarnowska Nagroda Filmowa – odbyła się w dniach 20–26 maja 2007 roku.

## Filmy konkursowe

### Konkurs główny
- Aleja gówniarzy – reż. Piotr Szczepański
- Bezmiar sprawiedliwości – reż. Wiesław Saniewski
- Braciszek – reż. Andrzej Barański
- Chaos – reż. Xawery Żuławski
- Chłopiec na galopującym koniu – reż. Adam Guziński
- Co słonko widziało – reż. Michał Rosa
- Fundacja – reż. Filip Bajon
- Jasminum – reż. Jan Jakub Kolski
- Jasne błękitne okna – reż. Bogusław Linda
- Kto nigdy nie żył… – reż. Andrzej Seweryn
- Palimpsest – reż. Konrad Niewolski
- Plac Zbawiciela – reż. Joanna Kos-Krauze, Krzysztof Krauze
- Przebacz – reż. Marek Stacharski
- Rezerwat – reż. Łukasz Palkowski
- Statyści – reż. Michał Kwieciński
- Z odzysku – reż. Sławomir Fabicki

### Konkurs „Kino Młodego Widza”
- Baśnie i bajki polskie, odc.:
  - Dwanaście miesięcy – reż. Zbigniew Kotecki
  - Krawiec Niteczka – reż. Andrzej Gosieniecki
  - Lodowa góra – reż. Robert Turło
  - O królewnie zaklętej w żabę – reż. Robert Turło
- Bukolandia, odc.:
  - Katastrofa – reż. Leszek Gałysz
  - Turydlaki – reż. Leszek Gałysz
- Domek – reż. Aleksandra Magnuszewska-Oczko
- Jak promyk słońca szukał przyjaciela – reż. Wiesław Zięba
- Kajko i Kokosz – reż. Daniel Zduńczyk, Marcin Męczkowski
- Len – reż. Joanna Jasińska
- Niebezpieczna przygoda – reż. Wiesław Zięba
- Syn gwiazd – reż. Marek Serafiński
- Tryumf pana Kleksa – reż. Krzysztof Gradowski
- Wielka wędrówka – reż. Wiesław Zięba

## Skład jury
- Jan Machulski – aktor i reżyser, przewodniczący jury
- Jerzy Armata – krytyk filmowy, dziennikarz Gazety Wyborczej
- Barbara Brożek-Czekańska – artysta plastyk, radna Miasta Tarnowa, przewodnicząca Komisji Kultury
- Andrzej Goleniewski – pełnomocnik Filmoteki Narodowej ds. Sieci Kin Studyjnych i Lokalnych
- Cezary Harasimowicz – scenarzysta, aktor
- Jerzy Hebda – radny Miasta Tarnowa
- Ryszard Jaźwiński – dziennikarz filmowy Programu III Polskiego Radia
- Krystyna Latała – dyrektor zarządzający Radia Eska Tarnów
- Jacek Lipski – producent filmowy, członek Stowarzyszenia Filmowców Polskich
- Łukasz Maciejewski – krytyk filmowy
- Grzegorz Molewski – przewodniczący rady nadzorczej Telewizji Kino Polska
- Marcin Tumidajski – dziennikarz radia RDN Małopolska
- Maria Wardyń – zastępca dyrektora Tarnowskiego Centrum Kultury

## Laureaci

### Konkurs główny
- Nagroda Grand Prix – Statuetka Leliwity: 
  - Bezmiar sprawiedliwości – reż. Wiesław Saniewski

- Nagroda Jury Młodzieżowego – Statuetka Kamerzysty: 
  - Rezerwat – reż. Łukasz Palkowski

- Nagroda publiczności – Statuetka Maszkarona: 
  - Plac Zbawiciela – reż. Joanna Kos-Krauze, Krzysztof Krauze

- Nagroda specjalna jury:
  - Łukasz Palkowski – za debiut reżyserski (Rezerwat)

- Nagroda dziennikarzy radiowych:
  - Plac Zbawiciela – reż. Joanna Kos-Krauze, Krzysztof Krauze

- Nagroda za całokształt twórczości:
  - Janusz Morgenstern

### Konkurs „Kino Młodego Widza”
- Nagroda Jury Dziecięcego – Statuetka Koguta:
  - Tryumf pana Kleksa – reż. Krzysztof Gradowski